# Regioni del Tagikistan

Regioni del Tagikistan

Le regioni del Tagikistan (in tagico: вилоят, viloyat) sono la suddivisione territoriale di primo livello del Paese e sono pari a 4. Una di queste, la regione di Gorno-Badachshan, si caratterizza come regione autonoma, mentre la capitale Dušanbe non fa parte di alcuna regione.
Ciascuna regione si articola ulteriormente in distretti, pari complessivamente a 47.

## Lista
| Localizzazione | Regione                                  | Denominazione ufficiale            | Capoluogo | Popolazione (2014) | Superficie (Km2) |
| -------------- | ---------------------------------------- | ---------------------------------- | --------- | ------------------ | ---------------- |
|                | Suƣd                                     | Вилояти Суғд                       | Xuçand    | 2 400 600          | 25 400           |
|                | Distretti di Subordinazione Repubblicana | Ноҳияҳои тобеи                     | Dušanbe   | 1 874 000          | 28 600           |
|                | Chatlon                                  | Вилояти Хатлон                     | Boxtar    | 2 898 600          | 24 800           |
|                | Regione Autonoma di Gorno-Badachšan      | Вилояти Мухтори Кӯҳистони Бадахшон | Choruǧ    | 212 100            | 64 200           |
|                | Dušanbe                                  | Душанбе                            | Dušanbe   | 775 800            | 100              |